# Хосе Марія Маскаро
Хосе Марія Маскаро (ісп. José María Mascaro, 28 липня 1947) — мексиканський хокеїст на траві.
Учасник Олімпійських Ігор 1972 року.